# Westerhusen
Westerhusen ist ein Warftendorf mit etwa 320 Einwohnern in der Gemeinde Hinte/Ostfriesland, das etwa fünf Kilometer nördlich der Stadtmitte von Emden liegt.

## Geschichte
Erstmals erwähnt um das Jahr 1000, ist der Ort heute bekannt für die im 15. Jahrhundert im gotischen Stil errichtete Kirche. Schmuckstück ist hierbei die 1642 bis 1643 von Jost Sieburg erbaute und heute noch vollständig spielbare Orgel. Eine bauliche und historische Besonderheit der Kirche ist das mittelalterliche Hagioskop, eine so genannte Lepraspalte.
Westerhusen war spätestens seit dem 14. Jahrhundert Häuptlingssitz. Die Herren von Westerhusen erbauten eine Burg, welche Hamburgische Truppen im 15. Jahrhundert zerstörten. In der Hannoverschen Zeit Ostfrieslands zählte Westerhusen zum Amt Emden (1824), darin zur Vogtei Larrelt und darin wiederum zur Untervogtei Larrelt, der neben dem Hauptort und Westerhusen auch Wybelsum, Twixlum, Logumer Vorwerk, Groß Midlum und Freepsum angehörten.
Jahrhundertelang waren die natürlichen Tiefs und die Entwässerungskanäle, die die Krummhörn in einem dichten Netz durchziehen, der wichtigste Verkehrsträger. Über Gräben und Kanäle waren nicht nur die Dörfer, sondern auch viele Hofstellen mit der Stadt Emden und dem Hafenort Greetsiel verbunden. Besonders der Bootsverkehr mit Emden war von Bedeutung. Dorfschiffer übernahmen die Versorgung der Orte mit Gütern aus der Stadt und lieferten in der Gegenrichtung landwirtschaftliche Produkte: „Vom Sielhafenort transportierten kleinere Schiffe, sogenannte Loogschiffe, die umgeschlagene Fracht ins Binnenland und versorgten die Marschdörfer (loog = Dorf). Bis ins 20. Jahrhundert belebten die Loogschiffe aus der Krummhörn die Kanäle der Stadt Emden.“ Bereits 1824 schrieb der Kulturhistoriker Fridrich Arends in seiner Erdbeschreibung des Fürstenthums Ostfriesland und des Harlingerlandes: „Mit Wasser ist kein Amt reichlicher versehen wie dieses. (…) Im Winter und Frühling geschieht der Transport des Korns und sonstiger Güter sowohl in diesem als im Greetmer Amt immer zu Wasser, welches bei den schlechten Kleiwegen in der Jahreszeit außerordentlichen Nutzen hat.“
Torf, der zumeist in den ostfriesischen Fehnen gewonnen wurde, spielte über Jahrhunderte eine wichtige Rolle als Heizmaterial für die Bewohner der Krummhörn. Die Torfschiffe brachten das Material auf dem ostfriesischen Kanalnetz bis in die Dörfer der Krummhörn, darunter auch nach Westerhusen. Auf ihrer Rückfahrt in die Fehnsiedlungen nahmen die Torfschiffer oftmals Kleiboden aus der Marsch sowie den Dung des Viehs mit, mit dem sie zu Hause ihre abgetorften Flächen düngten.
Im April 1919 kam es zu sogenannten „Speckumzügen“ Emder Arbeiter, an die sich Landarbeiterunruhen anschlossen. Zusammen mit dem Rheiderland war der Landkreis Emden der am stärksten von diesen Unruhen betroffene Teil Ostfrieslands. Arbeiter brachen in geschlossenen Zügen in die umliegenden Dörfer auf und stahlen Nahrungsmittel bei Bauern, wobei es zu Zusammenstößen kam. Die Lage beruhigte sich erst nach der Entsendung von in der Region stationierten Truppen der Reichswehr. Als Reaktion darauf bildeten sich in fast allen Ortschaften in der Emder Umgebung Einwohnerwehren. Die Einwohnerwehr Westerhusens umfasste 50 Personen. Diese verfügten über 20 Waffen. Aufgelöst wurden die Einwohnerwehren erst nach einem entsprechenden Erlass des preußischen Innenministers Carl Severing am 10. April 1920.
Am 1. Juli 1972 wurde Westerhusen in die Gemeinde Hinte eingegliedert.

## Sehenswürdigkeiten
Zu den Sehenswürdigkeiten zählen der im traditionellen ostfriesischen Stil gehaltene van Hoornsche Kohlenhandel sowie die Dunkerschen Wasserlandschaften.
Als kultureller Höhepunkt des Jahres gilt der weit in die Vergangenheit zurückreichende traditionelle Weihnachtsmarkt.